# Інцидент у затоці Сідра (1989)
Не варто плутати з першим та другим інцидентами, а також битвами в затоці за часи Другої світової війни
Інцидент у затоці Сідра (1989), також повітряний бій біля Тобруку 1989 року (англ. 1989 air battle near Tobruk) — військовий інцидент, що стався 4 січня 1989 року в затоці Сідра у 64 км від Тобруку внаслідок протистояння між американськими та лівійськими силами, що призвело до повітряного бою бойових літаків. У результаті сутички два американські винищувачі F-14A «Томкет» збили два лівійські винищувачі МіГ-23.

## Історія інциденту

### Передумови
У 1973 році лідер Лівійської Арабської Джамахірії Муаммар Каддафі оголосив затоку Сідра закритою та частиною лівійських територіальних вод. На води південніше 32° 30′ пн.ш., були проголошені ексклюзивною 62 морськими милями (115 км) рибальською зоною, яку лівійський керманич назвав «лінією смерті». Цей вчинок мав ознаки грубого порушення міжнародного права і у свою чергу спонукав США провести операції зі свободи судноплавства у цьому регіоні, оскільки зазіхання лівійського диктатора не відповідали критеріям, встановленим міжнародним морським правом. Лівія часто протистояла військам США в затоці та поблизу неї, і двічі її винищувачі відкривали вогонь по розвідувальних рейсах США біля узбережжя Лівії; один раз на початку 1973 року і знову наприкінці 1980 року. Операції зі свободи судноплавства активізувалися, коли президентом став Рональд Рейган.
Результатом цього протистояння стали зіткнення із застосуванням зброї, що призвели до загибелі людей. 19 серпня 1981 року загострення ситуації призвело до першого зіткнення у затоці Сідра, коли два лівійських Су-22 обстріляли два американські F-14 «Томкет» і згодом були збиті біля узбережжя Лівії. 24 березня 1986 року стався другий випадок озброєного протистояння між американськими та лівійськими військово-морськими силами, що спричинило загибель і поранення лівійських військових, радянських технічних спеціалістів і ряду кораблів та катерів ВМС Лівії.
Терористична атака 5 квітня 1986 року на дискотеці в Берліні, в результаті якої загинули двоє американських солдатів і один турецький мирний житель, була пов'язана з Лівією і спонукала США організувати та завдати відповідних авіаударів по цілях у Лівії через десять днів.
Спроби Лівії отримати зброю масового знищення викликали велике занепокоєння адміністрації президента США Рональда Рейгана, оскільки вона розглядала Лівію як державу-спонсора тероризму. Напруженість між Лівією та США загострилася після того, як восени 1988 року останні звинуватили Лівію в будівництві заводу з виробництва хімічної зброї поблизу Рабти. Під час інтерв'ю пресі в грудні 1988 року Рейган вказав на можливість військових дій для знищення заводу. Можливість нападу США змусила Лівію посилити протиповітряну оборону навколо Рабти та підвищити стан бойової готовності по всій країні.

### Повітряний бій
Вранці 4 січня 1989 року авіаносець «Джон Кеннеді» плив до східної частини Середземного моря для запланованого відвідування порту Хайфа в Ізраїлі. Авіаносець перебував на відстані понад 120 миль (190 км) на північ від Лівії та мав літаки, що діяли приблизно у 80 милях (130 км) на північ від країни. Літаки «Кеннеді» здійснили кілька польотів A-6 «Інтрудер» під час навчань південніше Криту, дві пари F-14 «Томкет», які здійснювали бойове повітряне патрулювання, і E-2 «Хокай», що забезпечує повітряне раннє попередження та контроль.
Найсхіднішу позицію у бойовому порядку групи повітряного патрулювання забезпечували два F-14 з позивними літаків «Джипсі» 207 і «Джипсі» 202. Незважаючи на те, що бойова група «Кеннеді» не діяла в спірній затоці Сідра і перебувала в 600 милях (970 км) від Рабти, командир бойової групи вважав, що стурбованість Лівії щодо нападу США збільшила ймовірність конфронтації. Він провів спеціальний брифінг для американських авіаційних екіпажів, акцентуючи увагу на правилах ведення бойових дій та застосування зброї.
Об 11:55 за місцевим часом палубний літак дальнього радіолокаційного виявлення і управління Е-2 виявив два лівійських МіГ-23, які злітали з аеродрому Бомба (Аль-Бумба) поблизу Тобрука, і спостерігав, як вони прямують на північ до бойової групи. Два F-14 були спрямовані на перехоплення МіГ-23, тоді як інші F-14 прикривали A-6, коли вони відлітали на північ. Використовуючи свої бортові радари, літаки-перехоплювачі F-14 почали стежити за МіГ-23. На відміну від деяких попередніх повітряних зіткнень, під час яких лівійські пілоти отримали вказівку повернути назад після того, як виявили радіолокаційний сигнал літака F-14, МіГ-23 продовжували політ до американських винищувачів, наближаючись до них.
Коли обидві пари літаків зійшлися, E-2 та інші засоби підслуховування США в цьому районі відстежували радіозв'язок між лівійськими літаками та їхніми наземними диспетчерами. Американці слухали, як МіГ-23 отримували вказівки перехопити F-14 від наземних диспетчерів на радіолокаційній станції в Бомбі. Ця радіолокаційна станція була однією з кількох, активованих уздовж узбережжя Лівії для підтримки МіГ-23.
Об 11:58 F-14 повернули ліворуч, віддаляючись від МіГ-23, щоб розпочати стандартне перехоплення. Через сім секунд МіГ-23 розвернулися до американських винищувачів для ще одного лобового заходу на атаку та почали знижуватися. У цей момент екіпажі F-14 почали застосовувати тактику, щоб знизити ефективність радарів МіГ-23 і ракет AA-7 «Апекс» з радіусом дії 19 км, які вони потенційно мали на борту. Американський літак почав знижуватися з 6 100 до 910 м, щоб летіти нижче лівійських винищувачів. Зменшення висоти мало на меті перешкодити МіГ-23 виявити F-14, використовуючи перешкоди океану, щоб збити з пантелику їхні бортові радари. Під час зниження американські пілоти виконали ще один поворот ліворуч від лівійського літака. Через кілька хвилин після того, як F-14 перемістився на 30 градусів, МіГ-23 повернулися, щоб повернутися на курс зіткнення, і розігналися до 930 км/год.
Керівник військової авіації на «Кеннеді» дав американським екіпажам дозвіл на відкриття вогню, якщо вони вважали, що наміри МіГ-23 були ворожими. F-14 ще двічі відверталися від МіГ-23, що наближалися, і кожного разу американські екіпажі бачили, як лівійські літаки поверталися до них для лобового заходу. О 12:00:53 офіцер радіолокаційного перехоплення на головному F-14 «Джипсі» 207, наказав перевести ракети AIM-7 Sparrow і AIM-9 Sidewinder у бойову готовність на американських винищувачах, після чого він вирішив, що це був п'ятий раз, коли лівійський літак повернувся до них.
Американські пілоти перевели своє озброєння в повну бойову готовність, коли літаки противника були менш ніж за 32 км, дві групи наближалися одна до одної зі швидкістю 1000 вузлів (1900 км/год). На відстані близько 14 морських миль (26 км) головний пілот F-14, командир Джозеф Коннеллі, зробив радіодзвінок командиру авіаносної групи, щоб дізнатися, чи є якась додаткова інформація щодо МіГ-23. Відповіді на його дзвінок не було. О 12:01:20 з відстані 12 морських миль (22 км) літак випустив AIM-7. Ракета не змогла наблизитися до цілі. На відстані близько 10 морських миль (19 кілометрів) пілот вистрелив другу AIM-7, але ракета також не змогла уразити ціль.
МіГ-23 продовжували летіти прямо на американські винищувачі зі швидкістю 550 вузлів (1020 км/год). F-14 виконали оборонний маневр, коли обидва літаки розвернулися в протилежних напрямках. Обидва лівійські винищувачі повернули ліворуч, щоб переслідувати другий F-14, «Джипсі» 202. Націливши МіГ-23 прямо на них, екіпаж «Джипсі» 202 випустив третю AIM-7 з відстані приблизно 8 км і збив один із лівійських літаків.
Виконавши різкий правий поворот, «Джипсі» 207 зайняв позицію у хвостовому квадранті МіГ-23, що залишився. Коли лівійський винищувач повертав ліворуч і був на відстані 2,4 км, американський пілот випустив ракету AIM-9, яка збила ціль. Другий МіГ-23 був підбитий AIM-9 о 12:02:36. F-14 знизилися на висоту в кілька сотень футів і на високій швидкості повернулися до авіаносної групи. Обидва лівійські пілоти успішно катапультувалися та стрибнули з парашутом у море, але невідомо, чи змогли ВПС Лівії успішно їх забрати у морі.

### Наслідки
Наступного дня Лівія звинуватила США в атаці на два неозброєних літаки-розвідники, які виконували звичайну місію над міжнародними водами. Лівійський лідер Муамар Каддафі закликав до екстреного скликання сесії Організації Об'єднаних Націй, щоб розглянути цей інцидент. США стверджували, що екіпажі американських літаків діяли в порядку самооборони через демонстрацію ворожих намірів лівійськими літаками
Через два дні після зіткнення Пентагон опублікував фотографії, зроблені з відеозаписів F-14, на яких, за даними аналітиків військово-морської розвідки США, видно головний МіГ-23, озброєний двома ракетами AA-7 «Апекс» і двома ракетами AA-8 «Епхід». AA-7 може бути як ракетою з напівактивною радіолокаційною самонаведенням, так і ракетою з інфрачервоним самонаведенням (тепловим), і нею можна стріляти по іншому літаку з лобової частини. Зображення було використано, щоб довести, що лівійські винищувачі були озброєні, і допомогло підтримати позицію США, що дії МіГ-23 були ворожими.
Наміри лівійських літаків у повітряному бою, що стався 4 січня, достеменно невідомі. Каддафі міг повірити, що США готуються до атаки на хімічний завод у Рабті, і наказав своїм військовим перевірити, чи літаки, розташовані біля берега, були бомбардувальниками, що прямували до цілей у Лівії. Можливі причини профілю польоту МіГ-23 варіюються від навмисної атаки на бойову групу до збою радіозв'язку з наземними диспетчерами, що призвело до сутички лівійських винищувачів з американськими F-14.
Деталі, оприлюднені через три місяці після інциденту, показали, що МіГ-23 ніколи не вмикали радари управління вогнем, необхідні для наведення їхніх ракет AA-7 на максимальну дальність. Повороти лівійських пілотів перед першим пуском ракети F-14 вважалися надто незначними, щоб бути ворожими, за словами голови комітету Палати представників США у справах збройних сил Леса Еспіна. Незважаючи на ці висновки, Еспін сказав, що заява США про самооборону все ще виправдана через постійне прискорення МіГ-23, коли вони скоротили дистанцію з F-14, і історію провокацій з боку Лівії, яка стріляла першою.